# Caress of Steel
Caress of Steel — третий студийный альбом канадской рок-группы Rush, выпущенный в 1975 году.

## Об альбоме
На диске видно большее принятие Rush стандартов прогрессивного рока. На диске присутствуют длинные композиции, композиции, разбитые на части, скоростные пассажи.
Альбом считается заметным из-за включения первой эпической композиции группы, «The Fountain Of Lamneth», которая длится около 20 минут и занимает всю вторую сторону оригинального винила. 
Предназначенный быть прорывным для группы, альбом продавался хуже, чем предыдущий, но несмотря на это, поднялся выше в американских чартах. Ему был присвоен статус золотого в 1993 году.
Изначально обложка альбома должна была быть серебряной как сталь (steel), но из-за ошибки, допущенной при печати, она стала медного цвета.

## Информация о песнях

### Bastille Day
Влияние Led Zeppelin все ещё заметно на этом диске, особенно явно в песне «Bastille Day» (в ней рассказывается о взятие Бастилии), впрочем, оно прослеживается на всех трёх коротких песнях альбома. «Bastille Day» появляется вновь на концертном CD и DVD «R30: 30th Anniversary World Tour» как часть композиции «R30 Overture».

### I Think I’m Going Bald
Песня I Think I’m Going Bald была написана для канадского рокера Кима Митчелла, который был фронтменом группы Max Webster. В книге Contents Under Pressure также упоминается, что I Think I’m Going Bald была данью уважения песне Kiss «Going Blind».

### Lakeside Park
Упоминаемый в песне «Lakeside Park» день, 24 Мая, — это День Виктории, канадский праздник. Lakeside Park — это парк в городке Port Dalhousie, Онтарио, где вырос Нил Пирт, автор текста.

### The Necromancer
Некромант (necromancer) — человек, практикующий некромантию, вид гадания, который заключается в вызывании духов мёртвых с целью узнать будущее. В песне проявляется сильное влияние «Властелина колец». Под «тремя путниками» имеются в виду Фродо, Сэм и Голлум, под Некромантом — Саурон. Песня отличается от истории в книге тем, что в части III происходит возвращение персонажа по имени By-Tor из Fly by Night, на этот раз в качестве героя, а не злодея.
«Return of the Prince» был выпущен отдельно в некоторых странах.
На внутренней вкладке под словами песни «The Necromancer» была фраза на латыни: «Terminat hora diem; terminat auctor opus». Она переводится примерно как:
«Час заканчивает день; автор заканчивает свою работу».

### The Fountain of Lamneth
Последняя песня альбома предшествует таким эпопеям, как «2112» и «Cygnus X-1» из Hemispheres. Она всего на 34 секунды короче, чем «2112». Это законченная история о человеке, ищущем «фонтан Lamneth», и хроники его пути. Это метафора, выражающая вступление человека в мир и поиски смысла.
Эта песня не получила такую известность и уважение, как «2112», скорее всего, из-за низких продаж альбома.

## Список композиций
Все песни написаны Алексом Лайфсоном, Гедди Ли и Нилом Пиртом, если не указано.
1. «Bastille Day» — 4:37
2. «I Think I’m Going Bald» — 3:37
3. «Lakeside Park» — 4:08
4. «The Necromancer» — 12:30
  - «I. Into the Darkness» — 4:12
  - «II. Under the Shadow» — 4:25
  - «III. Return of the Prince» — 3:52
5. «The Fountain of Lamneth» — 19:58
  - «I. In the Valley» — 4:18
  - «II. Didacts and Narpets» — 1:00
  - «III. No One at the Bridge» — 4:19
  - «IV. Panacea» (музыка: Гедди Ли) — 3:14
  - «V. Bacchus Plateau» (музыка: Гедди Ли) — 3:16
  - «VI. The Fountain» — 3:49

## Участники записи
- Гедди Ли — бас-гитара, гитара, вокал
- Алекс Лайфсон — шести- и двенадцатиструнные акустические и электрические гитары
- Нил Пирт — ударные